# El Cerro, Guanajuato
El Cerro är en ort i Mexiko.   Den ligger i kommunen Pénjamo och delstaten Guanajuato, i den centrala delen av landet, 300 km väster om huvudstaden Mexico City. El Cerro ligger 1 720 meter över havet och antalet invånare är 481.
Terrängen runt El Cerro är platt åt nordväst, men åt sydost är den kuperad. Runt El Cerro är det ganska tätbefolkat, med 54 invånare per kvadratkilometer. Närmaste större samhälle är La Piedad Cavadas, 19,5 km nordväst om El Cerro. I omgivningarna runt El Cerro växer huvudsakligen savannskog.